# Pawilony Nowy Świat

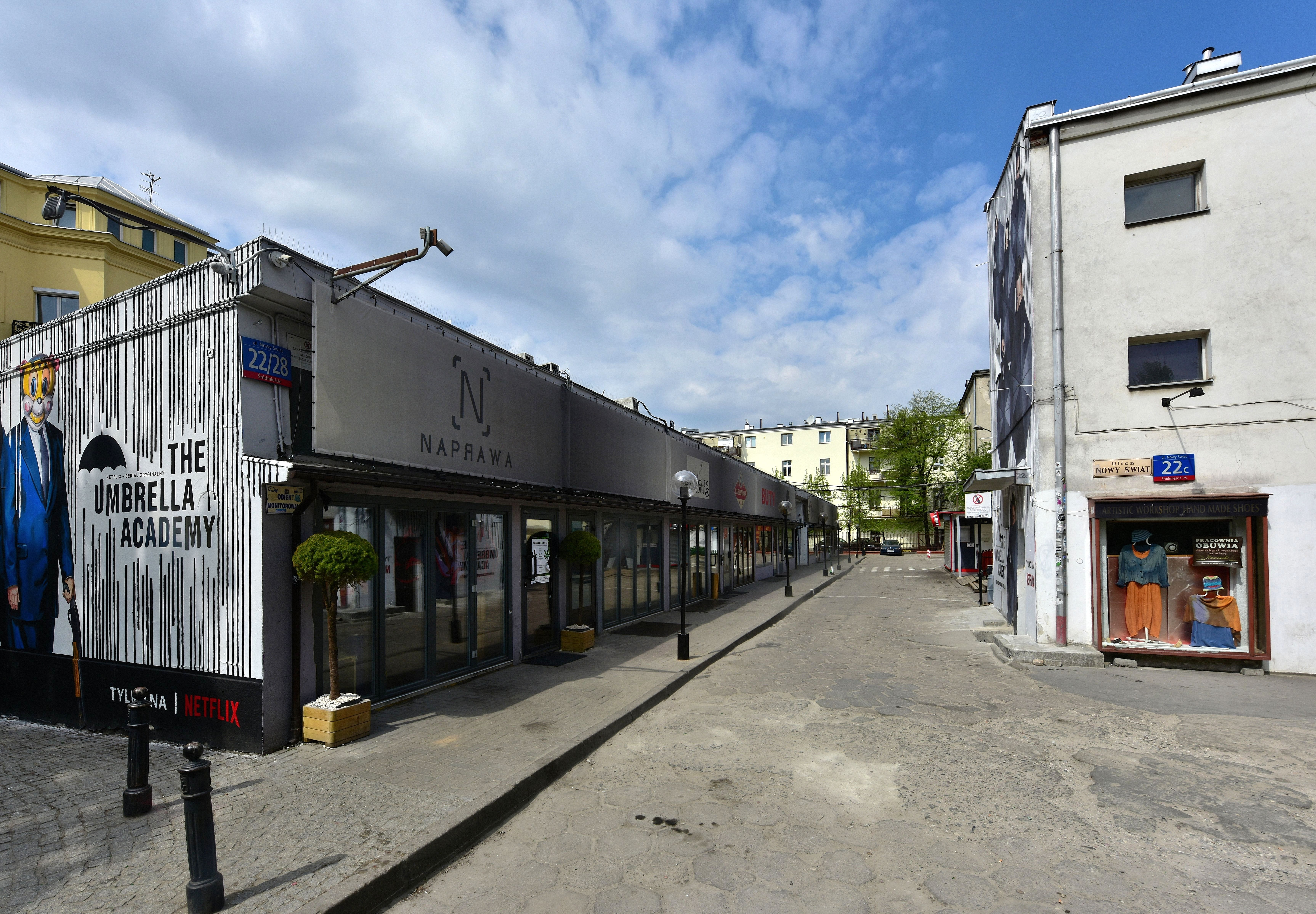
Pawilony Nowy Świat od strony wschodniej

Pawilony Nowy Świat – skupisko małych barów i lokali gastronomicznych w Warszawie na tyłach ulicy Nowy Świat (pod adresem ul. Nowy Świat 22/28). Niegdyś w tym miejscu działały sklepy i zakłady rzemieślnicze. W latach 90. XX wieku zaczęły zastępować je knajpki, które zyskały duża popularność zwłaszcza wśród młodzieży i studentów.

## Historia
Pawilony powstały w latach 70. XX wieku głównie jako sklepiki i zakłady rzemieślnicze. Inicjatorem ich budowy w 1972 r. był Zespół Budowy i Administracji Pawilonów Rzemieślniczych Nowy Świat założony przez drobnych rzemieślników.  W 1972 przedsiębiorstwo otrzymało 1,5 tys. m² gruntu na tyłach Nowego Światu w użytkowanie wieczyste na 40 lat. Według czasopisma „Życie Warszawy”: „przy pustkach i tandecie w sklepach były enklawą eleganckiego handlu”. Pod koniec lat 90. właściciele pawilonów i ich potomkowie zaczęli zastępować zakłady rzemieślnicze i sklepy lokalami gastronomicznymi, które szybko zyskały popularność.
W 2002 r. Amerykanka Stella Yousem uznała, że jest spadkobierczynią terenu i wystąpiła o jego zwrot. Jednak nie dopełniła formalności i sprawę oddalono. 
W 2012 wygasła umowa użytkowania gruntu pod pawilonami. Jednak pomimo korzystnego dla przedsiębiorców wyroku sądowego, który zobowiązał miasto do jej przedłużenia na kolejne 40 lat, do 2019 miasto nie podpisało nowej umowy. Problemem jest również hałas z pawilonów, który powoduje skargi mieszkańców okolicznych budynków.
Uchwalony w 2017 miejscowy plan zagospodarowania przestrzennego dla rejonu ul. Foksal dopuszcza zabudowę miejsca zajmowanego przez pawilony.
W 2019 działało tam ponad 30 pubów i barów. 

## Odbiór
Renesans pawilonów był wielokrotnie wyróżniany. Czytelnicy TVN Warszawa (2014) wyróżnili to miejsce w głosowaniu na najlepsze zagłębie klubowe w Warszawie, a jeden z najpopularniejszych europejskich blogów turystycznych Spotted by Locals (2011) uznał pawilony za jeden z 99 najlepszych otwartych kompleksów barowych w Europie.